# Gangnam B-Side
Gangnam B-Side (koreanischer Originaltitel: 강남 비-사이드) ist eine südkoreanische Serie, die von den Produktionsfirmen Plus M Entertainment, Sanai Pictures und Story Rooftop für die Walt Disney Company umgesetzt wurde. Ihre Uraufführung feierte die Serie am 3. Oktober 2024 im Rahmen der 29. Ausgabe des Busan International Film Festival. Die reguläre Veröffentlichung der Serie fand in Südkorea am 6. November 2024 als Original durch Disney+ via Star statt. Im deutschsprachigen Raum erfolgte die Erstveröffentlichung der Serie am selben Tag durch Disney+ via Star.

## Handlung
In Gangnam, einem Zusammenschluss der drei Seouler Stadtbezirke Gangnam-gu, Seocho-gu und Songpa-gu, verschwinden immer mehr Menschen spurlos. Kim Jae-hee, eine junge Frau, die als Hostess in einem beliebten Nachtclub in Gangnam arbeitet, scheint der Schlüssel zur Lösung des Falles zu sein. Doch dann verschwindet auch sie. Ihr Verschwinden führt drei Personen mit unterschiedlichsten Hintergründen und Motiven noch tiefer in die Unterwelt von Gangnam, die sich auf die Suche nach Kim Jae-hee machen, um die junge Frau zu finden und die Rätsel um die Vermisstenfälle zu lösen. Bei diesen drei Personen handelt es sich um den eigenwilligen und unkonventionellen Polizisten Kang Dong-woo, die ambitionierte Staatsanwältin Min Seo-jin und den hartgesottenen Gangster Yoon Gil-ho, die unterschiedliche Spuren verfolgen und nach und nach die Wahrheit aufdecken, während sich ihre Wege kreuzen.

## Besetzung und Synchronisation
Die deutschsprachige Synchronisation entstand nach den Dialogbüchern von Tobias J. Becker und Timo R. Schouren sowie unter der Dialogregie von Lars Waltl durch die Synchronfirma Interopa Film in Berlin.
| Rolle                   | Schauspieler   | Synchronsprecher         |
| ----------------------- | -------------- | ------------------------ |
| Kang Dong-woo           | Jo Woo-jin     | Till Endemann            |
| Yoon Gil-ho             | Ji Chang-wook  | Tobias Diakow            |
| Min Seo-jin             | Ha Yoon-kyung  | Lin Gothoni              |
| Kim Jae-hee             | Kim Hyeong-seo | Özge Kayalar             |
| Kim Jang-ho             | Hyun Bong-sik  | Matthias Deutelmoser     |
| Seo Ji-soo              | Ryu Hye-young  | Luisa Wietzorek          |
| Kang Ye-seo             | Oh Ye-ju       | Nurija Böll              |
| Moon Cheol-seong        | Choi Kwang-il  | Torsten Sense            |
| Lee Jeong-hwa           | Park Ju-won    | Moira May                |
| Tak Joo-il              | Jeong Man-sik  | Frank Schröder           |
| Lee Gang-soo            | Ji Seung-hyun  | Marcel Collé             |
| Noh Joon-seo            | Jung Ga-ram    | Tobias John von Freyend  |
| Shin Ji-hye             | Wang Yoo-sun   | Claudia Urbschat-Mingues |
| Oh Jin-young            | Song Ji-woo    | Kristina Tietz           |
| Choi Hak-goo            | Kim Jong-soo   | Axel Malzacher           |
| Choi Soo-in             | Ok Ja-yeon     | Julia Kaufmann           |
| Ryu Hyeon-gyeong        | Park So-ri     | Nicole Hannak            |
| Woo Dae-sik             | Kim Byung-ok   | Axel Strothmann          |
| Choi Boo-gi             | Lee Suk-hyeong | Vincent Fallow           |
| Lee Han-pyeong          | Lee Seo-hwan   | Stefan Krause            |
| Joo Yoon                | Kim Do-hyun    | Norman Matt              |
| Jung Kwon               | Jung Jae-kwang | Fabian Kluckert          |
| Madam Baek              | Gong Jae-kyung | Friederike Walke         |
| Frau Yoon               | Heo Ji-na      | Nora Jokhosha            |
| Herr Seo                | Park Sung-joon | Imme Aldag               |
| Psyche                  | Im Sung-jae    | Daniel Welbat            |
| Lemon                   | Hong Si-young  | Patrick Keller           |
| Dioni                   | Yu Dong-hoon   | Alex Friedland           |
| Jwipo                   | Choi Sung-hyuk | Roman Wolko              |
| Psychiater              | Yang Ji-soo    | Jan Makino               |
| Oberstaatsanwalt Ahn    | Kim Tae-han    | Dirk Talaga              |
| Polizeichef von Pocheon | Kwak Jin       | Tim Moeseritz            |
| Teamleiter              | Lim Hyun-sung  | Sven Fechner             |
| Generalinspekteur       | Jung Gi-sub    | Ulrich Blöcher           |
| Sicherheitschef         | Ahn Seong-bong | Daniel Käser             |
| K                       | Cha Rae-hyung  | Uve Teschner             |
| K (jung)                | Eum Moon-suk   | Timo Weisschnur          |

## Episodenliste
| Nr. | Deutscher Titel | Originaltitel | Erstveröffentlichung (Südkorea) | Deutschsprachige Erstveröffentlichung (D/A/CH) |
| --- | --------------- | ------------- | ------------------------------- | ---------------------------------------------- |
| 1   | Folge 1         | 제 1화        | 6. Nov. 2024                    | 6. Nov. 2024                                   |
| 2   | Folge 2         | 제 2화        | 6. Nov. 2024                    | 6. Nov. 2024                                   |
| 3   | Folge 3         | 제 3화        | 13. Nov. 2024                   | 13. Nov. 2024                                  |
| 4   | Folge 4         | 제 4화        | 13. Nov. 2024                   | 13. Nov. 2024                                  |
| 5   | Folge 5         | 제 5화        | 20. Nov. 2024                   | 20. Nov. 2024                                  |
| 6   | Folge 6         | 제 6화        | 20. Nov. 2024                   | 20. Nov. 2024                                  |
| 7   | Folge 7         | 제 7화        | 27. Nov. 2024                   | 27. Nov. 2024                                  |
| 8   | Folge 8         | 제 8화        | 27. Nov. 2024                   | 27. Nov. 2024                                  |